# Danh sách chương truyện One Piece (Tập 41-80)
Sau đây là danh sách các tập truyện từ tập 41 đến 80 của Manga One Piece cùng các chương của chúng.

## Danh sách
| 1. "Câu trả lời" (応答 "Ōtō") 2. "Ứng chiến" (応戦 "Ōsen") 3. "Cô gái bị gọi là "ác quỷ"" (悪魔と呼ばれた少女 "Akuma to Yobareta Shōjo") 4. "Dereshi" (デレシ) 5. "Olvia" (オルビア "Orubia") 6. "Những ác quỷ ở Ohara" (オハラの悪魔達 "Ohara no Akumatachi") 7. "Ohara đối đầu Chính phủ thế giới" (オハラVS世界政府 "Ohara VS Sekai Seifu") 8. "Saul" (サウロ "Sauro") 9. "Gửi tới tương lai" (未来へ届くように "Mirai e Todoku Yō ni") 10. "Lời tuyên chiến" (宣戦布告 "Sensen Fukoku") 11. "Bay xuống thác nước đi!!" (滝に向かって飛べ!! "Taki ni Mukatte Tobe!!") |

| 1. "Chìa khóa mở còng" (解放の鍵 "Kaihō no Kagi") 2. "Hải tặc VS CP9" (海賊 VS CP9 "Kaizoku VS CP9") 3. "Chiếc còng số 2" (2番の手錠 "Niban no Tejō") 4. "Mr. Hiệp sĩ" (Mr.騎士道 "Mr. Kishidō") 5. "Franky VS Fukuro" (フランキーVSフクロウ "Furankī vs Fukurō") 6. "Power" (パワー "Pawā") 7. "Sinh mạng trở về" (生命帰還 "Seimei Kikan") 8. "Quái vật thực thụ" (モンスター "Monsutā") 9. "Quái vật VS Kumadori" (怪物VSクマドリ "Monsutā vs Kumadori") 10. "Báo động khẩn cấp tin dữ" (凶報緊急大放送 "Kyōhō Kinkyū Daihōsō") |

| 1. "Nami hóa lớn" (ナミ巨大化 "Nami Kyodaika") 2. "Nami VS Kalifa" (ナミVSカリファ "Nami VS Karifa") 3. "Cơ hội đã hết" (好機は終わった "Chansu wa Owatta") 4. "Thợ săn" (狩人 "Kariudo") 5. "Sanji VS Jabura" (サンジVSジャブラ "Sanji VS Jabura") 6. "Heat Up" (ヒートアップ "Hīto Appu") 7. "Zoro VS Kaku" (ゾロVSカク "Zoro VS Kaku") 8. "Atula" (阿修羅 "Ashura") 9. "Luffy VS Rob Lucci" (ルフィVSロブ・ルッチ "Rufi VS Robu Rutchi") 10. "Truyền thuyết anh hùng" (英雄伝説 "Eiyū Densetsu") |

| 1. "Buster Call" (バスターコール "Basutā Kōru") 2. "Gear 3" (ギア３ "Gia Sādo") 3. "Rob Lucci" (ロブ・ルッチ "Robu Rutchi") 4. "Truyền thuyết nhân ngư" (人魚伝説 "Ningyo Densetsu") 5. "Tàu tẩu thoát" (脱出船 "Dasshutsu Sen") 6. "Cây cầu sinh tử" (死闘の橋 "Shitō no Hashi") 7. "Con tàu đợi gió" (風待ちの船 "Kazamachi no Fune") 8. "Đây không phải địa ngục" (ここが地獄じゃあるめェし "Koko ga Jigoku ja arumē shi") 9. "Về thôi" (帰ろう "Kaerou") 10. "Thảm bại" (完敗 "Kanpai") 11. "Mưa tuyết hoài niệm" (降りそそぐ追想の淡雪 "Furisosogu Tsuisō no Awayuki") |

| 1. "Cú đấm yêu thương" (愛の拳 "Ai no Kobushi") 2. "Chiếc hộp bất ngờ" (びっくり箱 "Bikkuri Bako") 3. "Tên của vùng biển ấy là..." (その海の名は "Sono Umi no Na wa") 4. "Râu Trắng và Tóc Đỏ" (白髭と赤髪 "Shirohige to Akagami") 5. "Thấu hiểu tâm can" (心中お察しする "Shinchū Osasshisuru") 6. "Chiếc quần lót của anh em Franky" ("Pants from Frankyhouse") 7. "Trần trụi nhưng đáng giá ngàn vàng" (裸百貫 "Hadaka Hyaku Kan") 8. "Lòng tự cao" (プライド "Puraido") 9. "Người thứ 3 và người thứ 7" (３人目と７人目 "Sanninme to Nananinme") 10. "Hỏa Quyền VS Râu Đen" (火拳VS黒ひげ "Hiken VS Kurohige") |

| 1. " Quyết đấu trên đảo Banaro" (バナロ島の決闘 "Banaro-Tō no Kettō") 2. "Phiêu lưu trên vùng biển quỷ" (魔の海の冒険 "Ma no Umi no Bōken") 3. "Thriller Park" (スリラーバーク "Surirābāku") 4. "Phiêu lưu trên đảo ma" (ゴースト島の冒険 "Gōsuto Airando no Bōken") 5. "Zombie" ("The Zombie") 6. "Bác sĩ Hogback" (ドクトル・ホグバック "Dokutoru Hogubakku") 7. "Zombie kinh hoàng" (びっくりゾンビ "Bikkuri Zonbi") 8. "Moria" (モリア) 9. "4 quái nhân trong ngôi nhà kinh hoàng" (スリラーバークの四怪人 "Surirābāku no Yonkaijin") |

| 1. "Bữa tiệc đêm của Tướng quân Zombie" (将軍ゾンビnight "Jeneraru Zonbi night") 2. "Khu vườn kì bí của Perona" (ペローナの不思議の庭 "Perōna no Wandā Gāden") 3. "Jigoro ngọn gió" (風のジゴロウ "Kaze no Jigorō") 4. "Trời âm u, thỉnh thoảng có xương" (くもり時々ホネ "Kumori Tokidoki Hone") 5. "Ngân nga" (ハナウタ "Hanauta") 6. "Vương hạ thất vũ hải - Gekko Moriah" (王下七武海ゲッコー・モリア "Ōka Shichibukai Gekkō Moria") 7. "Ma nhân đến từ xứ sở băng" (氷の国から来た魔人 "Kōri no Kuni kara Kita Majin") 8. "Thịttttt!!!" (肉〜〜!!! "Niku~~!!!") 9. "Trừ cái đầu xù ra" (アフロだけは "Afuro dake wa") 10. "Đâu phải chết là có thể chuộc lỗi" (死んでごめんじゃないでしょうに "Shin de Gomen ja nai Deshō ni") |

| 1. "Đoạt lại trước bình minh!!" (夜明け前に取り返せ!! "Yoake Mae ni Torikaese!!") 2. "Bóng ma bất thường" (ゴーストバスター "Gōsuto Basutā") 3. "Cuộc phiêu lưu của Oars" (オーズの冒険 "Ōzu no Bōken") 4. "Hải tặc Sanji VS Quái nhân Absalom" (海賊サンジVS怪人アブサロム "Kaizoku Sanji VS Kaijin Abusaromu") 5. "Ước mơ của Sanji" (サンジの夢 "Sanji no Yume") 6. "Hải tặc Usopp VS Công chúa Perona" (海賊ウソップVS怪人ペローナ "Kaizoku Usoppu VS Purinsesu Perōna") 7. "Kết thúc" (決着 "Ketchaku") 8. "Hải tặc Zoro VS Samurai Ryuma" (海賊ゾロVS侍リューマ "Kaizoku Zoro VS Samurai Ryūma") 9. "Hải tặc Chopper VS Quái nhân Hogback" (海賊チョッパーVS怪人ホグバック "Kaizoku Choppā VS Kaijin Hogubakku") 10. "Ra đây, băng Mũ Rơm!!!" (出て来い麦わらの一味!!! "Dete Koi Mugiwara no Ichimi!!!") 11. "Oars VS Hải tặc Mũ Rơm" (オーズVS麦わらの一味 "Ōzu VS Mugiwara no Ichimi") |

| 1. "Bạn của tui" ("My Friend") 2. "Down" (ダウン "Daun") 3. "Vương hạ Thất vũ hải - Bartholomew Kuma xuất hiện" (王下七武海 バーソロミュー・くま現る "Ōka Shichibukai Bāsoromyū Kuma Arawaru") 4. "Phải chiến thôi!!!" (やるしかねェ!!! "Yarushikanē!!!") 5. "Băng hải tặc rừng xanh" (森の海賊団 "Mori no Kaizoku-Dan") 6. "Nightmare Luffy" (ナイトメア・ルフィ "Naitomea Rufi") 7. "3/8" 8. "Luffy VS Luffy" (ルフィVSルフィ "Rufi VS Rufi") 9. "Chiến binh hi vọng" (希望の戦士 "Kibō no Senshi") 10. "Nghênh chiến" (迎撃 "Geigeki") 11. "Bóng ma hội tụ" (影の集合地 "Shadōzu Asugarudo") |

| 1. "Trời sáng" (朝が来る "Asa ga Kuru") 2. "Ác mộng kết thúc" (夢の終わり "Yume no Owari") 3. "Pưng" (ぷに "Puni") 4. "Băng Hải tặc Mũ Rơm: "Zoro - Thợ săn hải tặc"" (麦わらの一味・海賊狩りのゾロ "Mugiwara no Ichimi - Kaizoku-Gari no Zoro") 5. "Piano" (ピアノ) 6. "Bài hát ấy" (あの唄 "Ano Uta") 7. "Khúc nhạc sinh mệnh" (命の唄 "Inochi no Uta") 8. "Thành viên thứ tám" (８人目 "Hachininme") 9. "Lại tới" (再び辿りつく "Futatabi Tadoritsuku") 10. "Băng đảng cưỡi cá chuồn" (トビウオライダーズ "Tobiuo Raidāzu") |

| 1. "Duval mặt nạ sắt" (鉄仮面のデュバル "Tetsu Kamen no Dyubaru") 2. "Ngươi biết mà" (知ってる "Shitteru") 3. "Bi kịch của Duval" (デュバルの悲劇 "Dyubaru no Higeki") 4. "Đại bác Gaon" (ガオン砲 "Gaon Hō") 5. "Cây đước Yarukiman" (ヤルキマン・マングローブ "Yarukiman Mangurōbu") 6. "Dạo chơi ở hòn đảo bong bóng nhảy múa" (シャボン舞う諸島の冒険 "Shabon Mau Shotō no Bōken") 7. "11 siêu tân tinh" (11人の超新星 "Jūichinin no Chōshinsei") 8. "Công viên Sabaody" (シャボンディパーク "Shabondi Pāku") 9. "Tàn dư lịch sử" (歴史の残り火 "Rekishi no Nokoribi") 10. "Thế giới vần xoay" (うねり始める世界 "Uneri Hajimeru Sekai") 11. ""Sự cố" với Thiên Long Nhân" (天竜人の一件 "Tenryūbito no Ikken") |

| 1. "Hòn đảo hỗn loạn" (荒立つ島 "Aradatsu Shima") 2. "Tân binh xung trận!!" (海賊前線移動中!! "Kaizoku Zensen Idōchū!!") 3. "Kuma" (クマ) 4. "Roger và Rayleigh" (") 5. "Kizaru xuất hiện" (黄猿上陸 "Kizaru Jōriku") 6. "Đảo tàn sát" (修羅の島 "Shura no Shima") 7. "Kizaru VS 4 thuyền trưởng" (黄猿VS4人の船長 "Kizaru VS Yonin no Senchō") 8. "Hải tặc Mũ Rơm VS Vũ khí chiến tranh" (麦わらの一味VS戦闘兵器 "Mugiwara no Ichimi VS Sentō Heiki") 9. "Sentomaru vác rìu" (鉞かついだ戦桃丸 "Masakari Katsuida Sentōmaru") 10. "Zoro biến mất" (ゾロ、音沙汰なし "Zoro, Otosata Nashi") |

| 1. "Không thể cứu họ!!!" (救えないっ!!! "Sukuenaii!!!") 2. "Nấm mọc trên người" (カラダカラキノコガハエルダケ "Karadakarakinokogahaerudake") 3. "Phiêu lưu trên đảo Nữ Nhi" (女ヶ島の冒険 "Nyōgashima no Bōken") 4. "Boa Hancock - Nữ hoàng hải tặc xuất hiện!!" (海賊女帝ボア・ハンコック "Kaizoku Jotei Boa Hankokku") 5. "Giờ tắm" (湯浴み "Yuami") 6. "Đấu trường" (闘技台 "Tōgidai") 7. "Khí chất vương giả" (王の資質 "Ō no Shishitsu") 8. "Con mắt Gorgon" (ゴルゴンの目 "Gorugon no Me") 9. "Móng vuốt thăng long" (天駆ける竜の蹄 "Ama Kakeru Ryū no Hizume") 10. "Căn bệnh hiểm nghèo" (死に至る病 "Shi ni Itaru Yamai") |

| 1. "Địa ngục" (地獄 "Jigoku") 2. "Không thể ngăn cản" (もう誰にも止められない "Mō Dare ni mo Tomerarenai") 3. "Nhà ngục dưới biển, Impel Down" (海底監獄インペルダウン "Kaitei Kangoku Inperu Daun") 4. "Cuộc phiêu lưu trong nhà ngục vĩ đại" (大監獄の冒険 "Daikangoku no Bōken") 5. "Level 1, Địa ngục đỏ thắm" (LV1 紅蓮地獄 "Reberu Wan Guren Jigoku") 6. "Jinbe, Hiệp sĩ của biển khơi" (海俠のジンベエ "Kaikyō no Jinbē") 7. "Level 2, Địa ngục mãnh thú" (LV2 猛獣地獄 "Reberu Tsū Mōjū Jigoku") 8. "Từ địa ngục đến địa ngục" (地獄へ地獄へ "Jigoku e Jigoku e") 9. "Level 3, Địa Ngục chết đói" (LV3 飢餓地獄 "Reberu Surī Kiga Jigoku") 10. "Gác ngục quỷ dữ, Minotaurus" (獄卒獣ミノタウロス "Gokusotsujū Minotaurosu") |

| 1. "Level 4, Địa Ngục rực cháy" (LV4 焦熱地獄 "Reberu Fō Shōnetsu Jigoku") 2. "Tổng giám ngục Magellan VS Hải tặc Luffy" (監獄署長マゼランVS海賊ルフィ "Kangoku Shochō Mazeran VS Kaizoku Rufi") 3. "Bạn bè" (ダチ "Dachi") 4. "Level 5, Địa Ngục băng giá" (LV5 極寒地獄 "Reberu Faibu Gokkan Jigoku") 5. "Okama nơi địa ngục" (地獄に仏 "Jigoku ni Okama") 6. "Level 5.5, lãnh địa Newkama" (LV5.5番地ニューカマーランド "Reberu Go ten Go Banchi Nyūkamā Rando") 7. "Emporio, Hoócmôn kích thích" (エンポリオ・テンションホルモン "Enporio Tenshon Horumon") 8. "Level 6, Địa Ngục vĩnh hằng" (LV6 無限地獄 "Reberu Shikkusu Mugen Jigoku") 9. "Trước giờ chưa từng thấy trong lịch sử" (未だかつてナッシブル "Imadakatsute Nasshiburu") |

| 1. "Một phi vụ khác" (やがて語られるもう一つの事件 "Yagate Katarareru Mō Hitotsu no Jiken") 2. "Mũ Rơm và Râu Đen" (麦わらと黒ひげ "Mugiwara to Kurohige") 3. "Vạc dầu sục sôi" (地獄の釜の蓋もあく "Jigoku no Kama no Futa mo Aku") 4. "Chạy về phía ngập tràn ánh nắng" (陽のあたるシャバへ "Hi no Ataru Shaba e") 5. "Thuyền trưởng băng hải tặc Người Cá - Thất Vũ hải Jinbe" (魚人海賊団船長"七武海"ジンベエ "Gyojin Kaizoku-dan Senchō 'Shichibukai' Jinbē") 6. "Phá đảo" (島破り "Shimayaburi") 7. "Cảm ơn" (ありがとう "Arigatō") 8. "Tàu xuất kích" (出撃の艦 "Shutsugeki no Fune") 9. "Tổng bộ Hải quân" (海軍本部 "Kaigun Honbu") 10. "Tứ hoàng Râu Trắng" (四皇"白ひげ" "Yonkō 'Shirohige'") |

| 1. "Ace và Râu Trắng" (エースと白ひげ "Ēsu to Shirohige") 2. "Trận chiến thượng đỉnh" (頂上決戦 "Chōjō Kessen") 3. "Đô đốc Akainu" (大将赤犬 "Taishō Akainu") 4. "Chiếc nón lá của Oars" (オーズと笠 "Ōzu to Kasa") 5. "Chính nghĩa tất thắng!!" (正義は勝つ!! "Seigi wa Katsu!!") 6. "Luffy và Râu Trắng" (ルフィと白ひげ "Rufi to Shirohige") 7. "Anh em" (弟 "Otōto") 8. "Số phận" (天命 "Tenmei") 9. "Tù nhân ngục Impel Down" (インペルダウンの囚人達 "Inperu Daun no Shūjin-Tachi") 10. "Luffy VS Mihawk" (ルフィVSミホーク "Rufi VS Mihōku") 11. "Hải tặc Nhện xoáy nước Squardo" (海賊大渦蜘蛛スクアード "Kaizoku Ōuzugumo Sukuādo") |

| 1. "Một trái tim, một con người" (心臓一つ 人間一人 "Shinzō Hitotsu - Ningen Hitori") 2. "Người đàn ông làm rung chuyển thế giới" (世界を揺らす男 "Sekai o Yurasu Otoko") 3. "Con đường của Oars" (オーズの道 "Ōzu no Michi") 4. "Tiến công" (猛攻 "Mōkō") 5. "Tổng bộ Hải quân Marineford - Quảng trường Oris" (マリンフォード海軍本部オリス広場 "Marinfōdo Kaigun Honbu Orisu Hiroba") 6. "Muốn ra sao thì ra" (勝手にしやがれ "Katte ni Shiyagare") 7. "Quái vật trắng" (白い怪物 "Shiroi Kaibutsu") 8. "Cây cầu sinh mạng" (命の懸橋 "Inochi no Kakehashi") 9. "Đài hành quyết" (処刑台 "Shokeidai") 10. ""The Times They Are A-Changin" - Thời thế xoay chuyển - " (The Times They Are A-Changin' —時代は変わる— "The Times They Are A-Changin' - Jidai wa Kawaru") 11. "Thời đại này mang tên "Râu Trắng"" (この時代の名を"白ひげ"と呼ぶ "Kono Jidai no Na o 'Shirohige' to Yobu") |

| 1. "Vĩnh biệt Portgas D. Ace" (ポートガス・D・エース死す "Pōtogasu Dī Ēsu Shisu") 2. "Cơn giận không cách nào nguôi" (言葉なき怒り "Kotobanaki Ikari") 3. "Hải tặc vĩ đại Edward Newgate" (大海賊エドワード・二ューゲート, "Daikaizoku Edowādo Nyūgēto") 4. "Một chuỗi biến cố" (畳み掛ける大事件 "Tatamikakeru Daijiken") 5. "Đưa tới thời đại mới" (新時代へ贈るもの "Shinjidai e Okurumono") 6. "Vài giây anh hùng" (勇気ある数秒 "Yūki Aru Sūbyō") 7. "Trận chiến kết thúc" (終戦 "Shūsen") 8. "Tương lai khiếp đảm" (忍び寄る未来 "Shinobiyoru Mirai") 9. "Luffy và Ace" (ルフィとエース "Rufi to Ēsu") 10. "Bến ảm đạm" (不確かな物の終着駅 "Gurei Tāminaru") 11. "Ẩu đả với Porchemy" (ポルシェーミの一件 "Porushēmi no Ikken") |

| 1. "Chén huynh đệ" (兄弟盃 "Kyōdai Sakazuki") 2. "Thị trấn hôi hám" (悪臭のする町 "Akushū no suru Machi") 3. "Tôi sẽ không bỏ chạy" (おれは、逃げない "Ore wa, Nigenai") 4. "Đại dương của Sabo" (サボの海 "Sabo no Umi") 5. "Những nỗ lực vươn tới vinh quang" (風雲の志 "Fūun no Kokorozashi") 6. "Em trai" (弟よ "Otōto yo") 7. "Cậu có chắc về điều đó không?" (それでいいのか "Sore de Ii no ka") 8. "Tiệc tùng" (エール "Ēru") 9. "Tin tức mới" 10. "Thông điệp" (メッセージ "Messēji") |

| 1. "Lời tuyên thệ" (宣誓 "Sensei") 2. "Quang phổ" 3. "3D2Y" 4. "2 năm sau" (2年後 "Ninengo") 5. "9 hải tặc" (九人の海賊 "Kyūnin no Kaizoku") 6. "Hòn đảo của sự khởi đầu" (再出発の島 "Saishuppatsu no Shima") 7. ""ROMANCE DAWN for the new world" - Bình minh chuyến phiêu lưu đến Tân thế giới -" (ROMANCE DAWN for the new world —新しい世界への冒険の夜明け— "Romance Dawn: For the New World: Atarashii Sekai e no Bōken no Yoake") 8. "Hãy cho tàu lặn xuống!!" (下舵いっぱい!! "Shimo Kaji Ippai!!") 9. "Giữ lại trong tim" (心に留めておけ "Kokoro ni Tometeoke") |

| 1. "Biển sâu" (深層へ "Shinsō e") 2. "Kraken và Hải tặc" (クラーケンと海賊 "Kurāken to Kaizoku") 3. "Chuyến phiêu lưu trong lòng đại dương" (深海の冒険 "Shinkai no Bōken") 4. "Ở độ sâu 10.000 mét" (海底1万m "Kaitei Ichiman Mētoru") 5. "Thiên đường dưới đáy đại dương" (海底の楽園 "Kaitei no Rakuen") 6. "Hành trình ở đảo Người Cá" (魚人島の冒険 "Gyojintō no Bōken") 7. "Nhà tiên tri Madam Shirley" (占い師マダム・シャーリー "Uranaishi Madamu Shārī") 8. "Hody Jones" (ホーディ・ジョーンズ "Hōdi Jōnzu") 9. "Theo chân con cá mập được cứu sống" (助けたサメに連れられて "Tasuketa Same ni Tsurerarete") 10. "Công chúa Nhân ngư trong tháp Vỏ Cứng" (硬殻塔の人魚姫 "Kōkaku Tō no Ningyo Hime") 11. "Trót làm rồi thì chịu" (やっちまったモンはしょうがねェ "Yatchimatta Mon wa Shō ga nē") |

| 1. "Lời nguyền Mato mato" (マトマトの呪い "Mato Mato no Noroi") 2. "Ngày tưởng niệm của sự trả thù" (復讐の記念日 "Fukushū no Kinenbi") 3. "Biến cố lớn ở đồi San Hô" (サンゴヶ丘で大事件 "Sangogaoka de Daijiken") 4. "Lời cầu hôn" (プロポーズ Puropōzu") 5. "Đến Hải Lâm" (海の森にて "Umi no Mori nite") 6. "Công viên giải trí trong mơ" (憧れの遊園地 "Akogare no Yūenchi") 7. "Otohime và Tiger" (オトヒメとタイガー "Otohime to Taigā") 8. "Băng Hải tặc Mặt Trời" (タイヨウの海賊団 "Taiyō no Kaizoku-dan") 9. "Hải tặc Fisher Tiger" (海賊フィッシャー・タイガー "Kaizoku Fisshā Taigā") 10. "Hoàng hậu Otohime" (オトヒメ王妃 "Otohime Ōhi") 11. "Ý chí không được kế thừa" (受け継がない意志 "Uketsuganai Ishi") 12. "Ba hoàng tử của Vua Neptune" (ネプチューン3兄弟 "Nepuchūn San Kyōdai") |

| 1. "Cảm kích" (かたじけない "Katajikenai") 2. "Tẩy rửa" (大掃除 "Ōsōji") 3. "Bị Cựu Thất Vũ hải ngáng đường" (立ち塞がる元七武海 "Tachifusagaru Moto Shichibukai") 4. "Bạo động" (暴れ出す "Abaredasu") 5. "Quảng trường Gyoncorde" (ギョンコルド広場 "Gyonkorudo Hiroba") 6. "Tôi biết rồi" (知ってた "Shitteta") 7. "Là bạn hay thù?" (敵か味方か "Teki ka Mikata ka") 8. "10 vạn VS. 10" (10万vs.10 "Jūman Bāsasu Jū") 9. "Tởm muốn bay luôn" (空を飛ぶ程悍ましい "Sora o Tobu Hodo Ozamashii") 10. "Tướng quân đến từ thế giới tương lai" (未来国からきた将軍 "Miraikoku kara Kita Shōgun") |

| 1. "Con tàu lớn cổ xưa" (古の方舟 "Inishie no Hakobune") 2. "Hoshi chạy trốn" (にげほし "Nigehoshi") 3. "Bảo vệ tất cả" (全部守る "Zenbu Mamoru") 4. "Phía trên đảo Người Cá" (魚人島直上 "Gyojintō Chokujō") 5. "Ngươi là thứ quái gì!?" (お前は何だ "Omae wa Nan da") 6. "Mất mặt" (面目など丸潰れ "Menmoku nado Marutsubure") 7. "Bóng ma" (ファントム "Fantomu") 8. "Trở về con số 0" (ゼロに "Zero ni") 9. "Chết cũng là một cách báo thù" (死もまた復讐 "Shi mo Mata Fukushū") 10. "Ếch ngồi đáy giếng" (カエル "Kaeru") |

| 1. "Noah dừng lại" (止まれノア "Tomare Noa") 2. "Đường tới Mặt Trời" (タイヨウへと続く道 "Taiyō e to Tsuzuku Michi") 3. "Vũ điệu cá hồng, cá bơn" (タイやヒラメの舞い踊り "Tai ya Hirame no Maiodori") 4. "Hai biến cố lớn phải biết trước" (知っておくべき2つの変化 "Shitteokubeki Futatsu no Henka") 5. "Tiếng nói từ Tân thế giới" (新世界からの声 "Shinsekai Kara no Koe") 6. "Dự cảm chẳng lành" (前途多難の予感 "Zento Tanan no Yokan") 7. "Chiếc mũ của người anh hùng" (ヒーローの帽子 "Hīrō no Bōshi") 8. "Giữa bầy cá voi" (GAM（小群） "Gamu (Shōgun)") 9. "Punk Hazard" (パンクハザード "Panku Hazādo") 10. "Chuyến thám hiểm trên hòn đảo rực cháy" (燃える島の冒険 "Moeru Shima no Bōken") |

| 1. "Cái đầu sống" (生首 "Namakubi") 2. "Phòng bánh quy" (ビスケットルーム "Bisuketto Rūmu") 3. "Phần thân" (胴体の話 "Dōtai no Hanashi") 4. "Thất vũ hải hoàng gia Trafalgar Law" (〝王下七武海〟トラファルガー・ロー "'Ōka Shichibukai' Torafarugā Rō) 5. "Hồ của những kẻ cướp" (追い剥ぎの出る湖 "Oihagi no Deru Mizūmi") 6. "Thất vũ hải Law VS Phó đô đốc Smoker" (七武海ローVS.スモーカー中将 "Shichibukai Rō Bāsasu Sumōkā Chūjō") 7. "CC" 8. "Master Caesar Clown" (M・シーザー・クラウン "Masutā Shīzā Kuraun") 9. "Kẹo" 10. "Huynh đệ Yeti" (イエティ COOL BROTHERS "Ieti Kūru Burazāzu") 11. "Cool Fight" |

| 1. "Liên minh hải tặc" (海賊同盟 "Kaizoku Dōmei") 2. "Bắt đầu tác chiến" (作戦開始 "Sakusen Kaishi") 3. "Trời bão tuyết, đôi lúc có Slime" (吹雪ときどきSlime "Fubuki Tokidoki Suraimu") 4. "Trái Gas Gas" (ガスガスの実 "Gasu Gasu no Mi") 5. "Tại hạ danh xưng Kinemon!!!!" (拙者!!名を錦えもんと申す!! "Sessha!! Na o Kin'emon to Mōsu!!") 6. "Vergo và Joker" (ヴェルゴとジョーカー "Verugo to Jōkā") 7. "Những kẻ đứng ngoài" (傍観者達 "Bōkansha-tachi") 8. "Tên của nó là "Shinokuni"" (その名も「シノクニ」 "Sono Na mo 'Shinokuni'") 9. "Vũ khí hủy diệt hoàn hảo" (完全なる殺戮兵器 "Kanzen naru Satsuriku Heiki") 10. "Counter Hazard!!" 11. "Hành lang khu A trong viện nghiên cứu" (研究所内A棟ロビー "Kenkyūjo-nai Ē-Tō Robī") |

| 1. "Bản lĩnh của G•5" (心意気G-5 "Kokoroiki Jī-Faibu") 2. "Chỉ huy căn cứ hải quân G•5: Quỷ Trúc Vergo" (海軍G-5基地長〝鬼竹のヴェルゴ〟 "Kaigun Jī-Faibu Kichichō 'Kichiku no Verugo'") 3. "Luffy VS. "M"" (ルフィvs.M "Rufi Bāsasu Masutā") 4. "Kẻ chủ mưu" (黒幕 "Kuromaku") 5. "Người phụ nữ băng giá" (氷の様な女 "Kōri no Yō na Onna") 6. "Dừng lại đi, Vegapunk" (やめるんだベガパンク "Yamerun da Begapanku") 7. "Tên tôi là Momonosuke!!" (モモの助、せっしゃの名にござる!! "Momonosuke, Sessha no Na ni gozaru!!") 8. "Tuyết nữ "Phòng bánh quy"" (ビスケットルームの雪女 "Bisuketto Rūmu no Yuki Onna") 9. "Mãnh thú" (猛獣 "Mōjū") 10. "Mocha" (モチャ) 11. "Hòn đảo thực mà ảo" (ない様である島 "Nai Yō de Aru Shima") 12. "SAD" (SAD) |

| 1. "Vua của Shinokuni" (死の国の王 "Shi no Kuni no Ō") 2. "Sát thủ đến từ Dressrosa" (ドレスローザから来た刺客 "Doresurōza kara Kita Shikaku") 3. "Hãy chết đi" (死んでくれ "Shindekure") 4. "Kẻ nguy hiểm nhất" (最も危険な男 "Mottomo Kiken na Otoko") 5. "Để tôi!!!" (任せろ!!! "Makasero!!!") 6. "Chung mục đích" (利害の一致 "Rigai no Itchi") 7. "Trao đổi" (取り引き "Torihiki") 8. "Doflamingo xuất hiện" (ドフラミンゴ現る "Dofuramingo Arawaru") 9. "Báo ra buổi sáng" (朝刊 "Chōkan") 10. "Cạm bẫy" (奴のペース "Yatsu no Pēsu") |

| 1. "Hành trình đến quốc đảo của ái tình, đam mê và đồ chơi" (愛と情熱とオモチャの国の冒険 "Ai to Jōnetsu to Omocha no Kuni no Bōken") 2. "Đấu trường Corrida" (コリーダコロシアム "Korīda Koroshiamu") 3. "Phòng chờ" (控室 "Hikaeshitsu") 4. "Lucy và pho tượng Kyros" (ルーシーとキュロスの像 "Rūshī to Kyurosu no Zō") 5. "Maynard - Kẻ do thám" (追撃のメイナード "Tsuigeki no Meinādo") 6. "Ta sẽ không cười nhạo ngươi nữa" (お前を笑わない "Omae o Warawanai") 7. "Bảng B" (Bブロック "Bī Burokku") 8. "Đấu trường của những kẻ bất lương" (曲者達のコロシアム "Kusemono-tachi no Koroshiamu") 9. "King Punch!!" (キング・パンチ!! "Kingu Panchi!!") 10. "Hướng tới Green Bit" (グリーンビットへ "Gurīnbitto e") 11. "Phiêu lưu trên mảnh đất người tí hon" (小人の国の冒険 "Kobito no Kuni no Bōken") |

| 1. "Violet" (ヴァイオレット "Vaioretto") 2. "Usoland" (ウソランド "Usorando") 3. "Lucy và Usy" (ルーシーとウーシー "Rūshī to Ūshī") 4. "Hỗn chiến bảng C" (激戦区Cブロック "Gekisenku Shī Burokku") 5. "Don Chinjao" (首領・チンジャオ) 6. "Thứ bị quên lãng ở Dressrosa" (ドレスローザの忘れ物 "Doresurōza no Wasuremono") 7. "Quân đội hoàng gia Riku ở cánh đồng hoa" (お花畑のリク王軍 "Ohanabatake no Riku Ōgun") 8. "Chinjao ơi, mở ra" (開けチンジャオ "Hirake Chinjao") 9. "Đấu sĩ tù nhân" (囚人剣闘士 "Shūjin Kentōshi") 10. "Rebecca và ông lính một chân" (レベッカと兵隊さん "Rebekka to Heitai-san") |

| 1. "Huyết thống hoàng tộc" (王族の血統 "Ōzoku no Kettō") 2. "Tác chiến thay đổi" (変更作戦 "Henkō Sakusen") 3. "Chiến thuật của Law" (ローの作戦 "Rō no Sakusen") 4. "Nữ chiến binh bất bại" (無敗の女 "Muhai no Onna") 5. "Hoàng tộc Riku" (リク一族 "Riku Ichizoku") 6. "Anh hùng ẩn nấp" (待ち伏せるヒーロー "Machibuseru Hīrō") 7. "Con số bi kịch" (悲劇の数 "Higeki no Kazu") 8. "Thất Vũ hải Doflamingo VS. Thất Vũ hải Law" (七武海ドフラミンゴVS七武海ロー "Shichibukai Dofuramingo Bāsasu Shichibukai Rō") 9. "Ba quân bài" (3枚のカード "Sanmai no Kādo") 10. "Tác chiến SOP Dressrosa" (ドレスローザSOP作戦 "Doresurōza Esu Ō Pī Sakusen") |

| 1. "Thế giới dưới lòng đất" (地下の世界 "Chika no Sekai") 2. "Mong muốn của ông lính" (兵隊さんの欲しいもの "Heitai-san no Hoshī Mono") 3. "Chồn lưỡi liềm của xứ Rommel" (ロンメルのカマイタチ "Ronmeru no Kamaitachi") 4. "Quan điểm của Fujitora" (藤虎の思惑 "Fujitora no Omowaku") 5. "Quản lí tối cao Diamante" (最高幹部ディアマンテ "Saikō Kanbu Diamante") 6. "Tháp chỉ huy" (幹部塔 "Kanbu Tō") 7. "Sugar - Quản lí đặc biệt của quân Trebol" (トレーボル軍 特別幹部シュガー "Torēboru Gun - Tokubetsu Kanbu Shugā") 8. "Đội trưởng" (隊長 "Taichō") 9. "Trách nhiệm đặt lên vai cậu đấy!!!" (頼む!!! "Tanomu!!!") 10. "Usoland ba xạo" (うそつきウソランド "Usotsuki Usorando") 11. "Ta sẽ luôn ở bên con" (いつでもキミのそばにいる "Itsudemo Kimi no Soba ni Iru") |

| 1. "Chấn động ở Dressrosa" (激震のドレスローザ "Gekishin no Doresurōza") 2. "Tổng Tham mưu trưởng của lực lượng Quân cách mạng" (革命軍参謀総長 "Kakumeigun Sanbō Sōchō") 3. "Lồng chim" (鳥カゴ "Torikago") 4. "Sao" (星 "Hoshi") 5. "Quản lí tối cao Pica" (最高幹部ピーカ "Saikō Kanbu Pīka") 6. "Trả ơn" (おれの恩返し "Ore no Ongaeshi") 7. "Tiến lên!! Quân đoàn vô lại!!" (すすめ!! 曲者軍団 "Susume!! Kusemono Gundan") 8. "Chiến cuộc" (戦局 "Senkyoku") 9. "Sabo VS. Fujitora" (サボVS大将藤虎 "Sabo Bāsasu Taishō Fujitora") 10. "Lòng bàn tay" (掌 "Tenohira") |

| 1. "Chiến tranh" (戦 "Ikusa") 2. "Người quen đây mà" (お見知り置きを "Omishirioki o") 3. "Thế giới của đàn ông" (男の世界 "Otoko no Sekai") 4. "Tầng 4" (4段目 "Yondanme") 5. "Át chủ bài" (切り札 "Kirifuda") 6. "Tiến lên đi, đừng ngại" (構わず進め "Kamawazu Susume") 7. "Kế hoạch bí mật" (秘策 "Hisaku") 8. "Chung một canh bạc" (同じ賭け "Onaji Kake") 9. "Trái Ope Ope" (オペオペの実 "Ope Ope no Mi") 10. "Thành phố Trắng" (白い町 "Shiroi Machi") 11. "Tuyên ngôn của loài người" (人間宣言 "Ningen Sengen") |

| 1. "Con quỷ trắng" (ホワイトモンスター "Howaito Monsutā") 2. "Hòn đảo định mệnh Minion" (運命の島ミニオン "Unmei no Shima Minion") 3. "Nụ cười" (スマイル "Sumairu") 4. "Chú Cora" (コラさん "Kora-san") 5. "Phát súng ngày ấy" (あの日の引鉄 "Ano Hi no Hikigane") 6. "Hải tặc Bellamy" (海賊ベラミー "Kaizoku Beramī") 7. "Ngọn giáo của xứ Elbaf" (エルバフの槍 "Erubafu no Yari") 8. "Thủ lĩnh Bát Bảo Thủy Quân - Sai" (八宝水軍首領・サイ "Happō Suigun Don: Sai") 9. "Cải bắp và Romeo" (キャベツとロメオ "Kyabetsu to Romeo") 10. "Nửa này nửa nọ" (ハーフ＆ハーフ "Hāfu ando Hāfu") 11. "Chỉ huy đội chiến binh Tontatta - Leo" (トンタッタ族戦士長レオ "Tontatta-zoku Senshichō Reo") 12. "Russian, tình yêu của anh" (ルシアンに愛を込めて "Rushian ni Ai o Komete") |

| 1. "Người hùng của đấu trường" (コロシアムの英雄 "Koroshiamu no Eiyū") 2. "Zoro VS Pica" (ゾロVSピーカ "Zoro Bāsasu Pīka") 3. "Kế sách thứ 5" 4. "Trận chiến cuối cùng" (最期のケンカ "Saigo no Kenka") 5. "Lời nguyền của trái tim" (ハートの呪縛 "Hāto no Jubaku") 6. "Mong mỏi bấy lâu" (本懐 "Honkai") 7. "Sức hút của tội ác" (悪のカリスマ "Aku no Karisuma") 8. "Cản bước" (邪魔だ "Jama da") 9. "Gear 4" (ギア4 "Gia Fōsu") 10. "Dù chân này có gãy..." (足が折れても "Ashi ga Oretemo") |

| 1. "Gatz" (ギャッツ "Gyattsu") 2. "Chỉ còn 4 phút" (4分前 "Yonpun Mae") 3. "Đây cũng là trận chiến của ta" (私の戦い "Watashi no Tatakai") 4. "Lucy!!" 5. "Thiên đường và Hạ giới" (天と地 "Ten to Chi") 6. "Tàn tích" (ガレキ "Gareki") 7. "Quỳ gối" (土下座 "Dogeza") 8. "Hổ và Chó" (虎と犬 "Tora to Inu") 9. "Chuyến phiêu lưu của Sabo" (サボの冒険 "Sabo no Bōken") 10. "Tự sát" (自殺 "Jisatsu") |

| 1. "Quyết định của ông línhn" (兵隊さんの決意 "Heitai-san no Ketsui") 2. "Rebecca" (レベッカ "Rebekka") 3. "Trong tim" (ハート "Hāto") 4. "Cha và con" (親と子 "Oya to Ko") 5. "Chén rượu thề của dàn thuộc hạ" (子分盃 "Kobun Sakazuki") 6. "Tuyên ngôn về Thời đại mới" (開幕宣言 "Kaimaku Sengen") 7. "Zou" (ゾウ "Zō") 8. "Lên lưng voi" (登象 "Tozō") 9. "Chuyến thám hiểm vùng đất trên lưng voi" (象の背の国の冒険 "Zō no Se no Kuni no Bōken") 10. "Bộ tộc Mink" (ミンク族 "Minku-zoku") 11. "Ở pháo đài bụng phải" (右腹の砦にて "Ubara no Toride nite") |